# Vitalfärbung

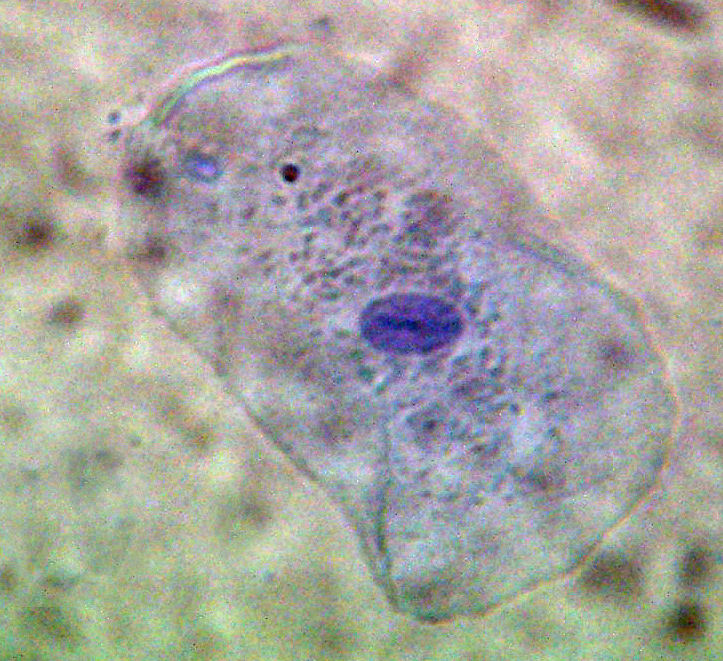
Vitalfärbung mit Methylenblau: Zelle der menschlichen Mundschleimhaut

Unter Vitalfärbung oder Intravitalfärbung versteht man die Färbung von Zellen beziehungsweise Zellorganellen, wobei deren Struktur und Funktion im Gegensatz zur Letalfärbung nicht beeinträchtigt wird.

## Funktion
Mit der Vitalfärbung können vor allem Elemente im mikroskopischen Bereich (Zellen, deren Organellen usw.) sichtbar gemacht werden, da sie unter normalen Umständen im Lichtmikroskop zumeist nicht oder nur schlecht zu erkennen sind. Vorteil dieser Färbung ist dabei, dass die Funktion und Struktur der gefärbten Zelle nicht zerstört oder verändert wird, weil der Farbstoff zum Beispiel membrangängig ist.

## Geschichte
Die, insbesondere zur Intravitalmikroskopie benutzte Intravitalfärbung erfuhr von 1885 bis 1894 eine große Erweiterung durch die Arbeiten über ihre chemischen Grundlagen von Paul Ehrlich.

## Beispiele
- Brillantkresylblau
- Coomassie-Brillant-Blau
- Methylenblau
- Neutralrot
- Toluidinblau-Färbung
- Triphenyltetrazoliumchlorid
- Säureviolett 17[2]